# Tuomo Pekkanen
Tuomo Pekkanen en latin Thomas Pekkanen, né le 16 juillet 1934, est un latiniste, professeur d'université et écrivain latin contemporain de nationalité finlandaise.
Il est l'auteur d'une abondante œuvre latine, parmi laquelle l'on distingue en 1987, sa traduction complète du Kalevala en vers latins respectant la scansion originale.

## Publications
- 1986: Duo carmina poetae laureati Finnorum Einonis Leino in latinum versa a Thoma (Tuomo) Pekkanen Helsikiensi, in Melissa, n° 15, anno 1986, p. 6-7.
- 1987: Summus Pontifex Kalevalam latinam accepit, in Melissa, n° 16, anno 1987, p. 2-3.
- 1987: Gratiarum actio Societati Latinae Saravipontanae et Fundationi Melissae, quibus invitantibus Thomas Pekkanen Bruxellis in aedibus Communitatum Oeconomicarum Europaearum die 14° m. Martii a° 1987° de Kalevala Latina acroasin feci, (Carmen), in Melissa, n° 17, anno 1987, p. 10.
- 1987: De Feriis Latinis Nicensibus (17-24/VIII 1987), in Melissa, n° 20, anno 1987, p. 2 et p. 11.
- 1987: Epistola ad Dianam Licoppe, in Melissa, n° 20, anno 1987, p. 4.
- 1987: Virgo et regalis iuvenis. Carmen eino Leino, versum in latinum, in Melissa, n° 20, anno 1987, p. 11.
- 1987: "De studiis Latinis in universitatibus Finnorum obligatoriis", in Melissa, n° 21, anno 1987, p. 14.
- 1988: "De litteris Finnorum Latinis", in Melissa, n° 22, anno 1988, p. 5-6.
- 1988: "Anacreontea", in Melissa, n° 23, anno 1988, p. 10-11.
- 1988: "Itinera Latina", in Melissa, n° 24, anno 1988, p. 4-5.
- 1988: "Solis valedictio" Carmen Einonis Leino, Finnico nomine "Auringon hyvästijättö, in latinum vertit Thomas (Tuomo) Pekkanen), in Melissa, n° 26, anno 1988, p. 10-11.
- 1989: "Aenigmata", in Melissa, n° 28, anno 1989, p. 4.
- 1989: "Sappho Latina", in Melissa, n° 29, anno 1989, p. 2.
- 1989: "Congressus internationalis diebus 9-14 m. mai Serdicae (v. Sofia) celebratus", in Melissa, n° 31, anno 1989, p. 14-15.
- 1989: " 'Sappho Finnorum' ", in Melissa, n° 33, anno 1989, p. 10-11.
- 1990: "Gemmae lyricae poetae Bulgari Peio Iavorov", in Melissa, n° 34, anno 1990, p. 11 (huic lemmati conscribendo collaboravit Milena Minkova)
- 1990: "Epistola", in Melissa, n° 35, anno 1990, p. 7.
- 1990: "Cum aprilis redit gratus...", in Melissa, n° 35, anno 1990, p. 13-14 (carmen, non panxit sed aliena evulgavit Thomas Pekkanen Helsikiensis).
- 1990: "De linguae latinae libitinariis", in Melissa, n° 36, anno 19990, p. 7.
- 1990: "Schopenhauer de lingua latina", in Melissa, n° 36, anno 1990, p. 7 (una cum Milena Minkova).
- 1990: "Lyrica Bulgarica", in Melissa, n° 36, anno 1990, p. 10 (una cum Milena Minkova).
- 1990: "De Peio Iavorov symbolista Bulgaro", in Melissa, n° 38, anno 1990, p. 10 (una cum Milena Minkova)
- 1990: "De conventu Sictoniensi", in Melissa, n° 38, anno 1990, p. 14.
- 1991: "Plaisir d'amour", in Melissa, n° 44, anno 1991, p. 6.
- 1992: "Baudelairiana", in Melissa, n° 47, anno 1992, p. 14-15.
- 1992: Nuntii Latini, Helsinkii, Suomalaisen Kirjallisuuden seura, 1992. (scripsit Reijo Pitkäranta una cum eo)
- 1993: "De rebus Horatianis Venusinis", in Melissa, n° 52, anno 1993, p. 7.
- 1993: Ars Latina. Latinan oppikirja, Helsinkii, Yliopistopaino, 1993.
- 1993: "De Itinere Petropolitano (26-29 III 1993)", in Melissa, n° 56, anno 1993, p. 14-15.
- 1994: "In memoriam Iacobi Borovskij", in Melissa, n° 59, anno 1994, p. 14-15.
- 1994: "Mirabilia...", in Melissa, n° 61, anno 1994, p. 9.
- 1994: Mämmiä saatana. Latinalainen kuvakirja. Helsinkii, Yliopistopaino, 1994. (una cum Jouko Jokinen)
- 1995: "De diebus Latinis Osloensibus", in Melissa, n° 65, anno 1995, p. 11-12.
- 1995: Nuntiorum Latinorum tertium volumen, Helsinkii, ed. Suomalaisen Kirjallisuuden Seura, 1995 (collaboravit Gregorius Pitkäranta).
- 1996: "Erasmiana de grammaticis", in Melissa, n° 71, anno 1996, p. 2-3.
- 1996: "De itinere Tromsoeano", in Melissa, n° 71, anno 1996, p. 6-7.
- 1996: Kalevala Latina, carmen epicum nationis Finnorum in Latinum versum a Thoma Pekkanen, Helsinkii, Suomalaisen Kirjallisuuden Seura, secunda editio, 1996.
- 1998: "Effectus vivae institutionis", in Melissa, n° 83, anno 1998, p. 12.
- 1998: "Epistula (de Paulina Almonkari)", in Melissa, n° 84, anno 1998, p. 7.
- 1998: Nuntii Latini IV, Helsinkii, Suomalaisen Kirjallisuuden seura, 1998 (cum eo scripsit Reijo Pitkäranta).
- 1998: "Gratulatio Doctori Erico Palmén dedicata qui in Universitate Granivicensi die XXVIII mensi novembris MCMLXXXXVIII De adverbiis pronominalibus localibus latinis dissertationem Latinam examini publico subiecit", (carmen) in Melissa, n° 87, anno 1998, p. 8-9.
- 1999: "Conventus Associationis Philologicae Americanae", in Melissa, n° 88, p. 10-11.
- 1999: "Nuntii Latini X annorum", in Melissa, n° 93, anno 1999, 12-13.
- 1999: Nuntii Latini V, Helsinkii, Suomalaisen Kirjallisuuden Seura, 1999. (Una cum Reijo Pitkäranta).
- 2000: "Mirabilia Latina urbis Helsinki", in Melissa, n° 95, anno 2000, p. 4-5.
- 2000: "De II Conventu Latino Europaeo Severopoli habito", in Melissa, n° 96, anno 2000, p. 3-5.
- 2001: "De sauna sive balneo Finnico", in Melissa, n° 103, anno 2001, p. 3.
- 2001: "Hymnus balneantis" (Carmen. Textus hymni Finnicus: Heikki Tybtilä, versio Latina: Tuomo Pekkanen), in Melissa, n° 103, anno 2001, p. 3.
- 2002: Acta selecta noni conventus Academiae Latinitati Fovendae (in urbe Jyväskylä, 6-12 Augusti MCMXCVII), Romae in aedibus Herder, 2002, 409 p. (una scripserunt: B. Luiselli, Ericus Palmén, Tuomo Pekkanen.
- 2004: E. Leino, Helkavirsiä. Carmina sacra, in Latinum vertit Tuomo Pekkanen, Kelsinkii, Artipictura Oy, 2003, 338 p.
- 2004: "de poesi rhythmica", in Melissa, n° 122, anno 2004, p. 8-10
- 2005: "In Academia Latinitati Fovendae", in Melissa, n° 124, anno 2005, p. 2.
- 2006: "Carmina viatoris", in: Supplementa Humanistica Lovaniensia, XIX, Leuven University Press, 2005, 266 p.